# Kadú
Aldo Geraldo Manuel Monteiro, meglio noto come Kadú (Porto Amboim, 30 novembre 1994), è un calciatore angolano, portiere del PSBS Biak.

## Carriera

### Nazionale
Ha esordito con la nazionale angolana il 7 settembre 2021, nella partita di qualificazione al Mondiale 2022 persa per 0-1 contro la Libia.
Nel 2023 ha partecipato alla Coppa d'Africa.

## Statistiche

### Cronologia presenze e reti in nazionale
| Cronologia completa delle presenze e delle reti in nazionale ― Angola | Cronologia completa delle presenze e delle reti in nazionale ― Angola | Cronologia completa delle presenze e delle reti in nazionale ― Angola | Cronologia completa delle presenze e delle reti in nazionale ― Angola | Cronologia completa delle presenze e delle reti in nazionale ― Angola | Cronologia completa delle presenze e delle reti in nazionale ― Angola | Cronologia completa delle presenze e delle reti in nazionale ― Angola | Cronologia completa delle presenze e delle reti in nazionale ― Angola |
| Data                                                                  | Città                                                                 | In casa                                                               | Risultato                                                             | Ospiti                                                                | Competizione                                                          | Reti                                                                  | Note                                                                  |
| --------------------------------------------------------------------- | --------------------------------------------------------------------- | --------------------------------------------------------------------- | --------------------------------------------------------------------- | --------------------------------------------------------------------- | --------------------------------------------------------------------- | --------------------------------------------------------------------- | --------------------------------------------------------------------- |
| 7-9-2021                                                              | Luanda                                                                | Angola                                                                | 0 – 1                                                                 | Libia                                                                 | Qual. Mondiali 2022                                                   | -1                                                                    |                                                                       |
| 29-3-2022                                                             | Óbidos                                                                | Angola                                                                | 0 – 0                                                                 | Guinea Equatoriale                                                    | Amichevole                                                            | -                                                                     |                                                                       |
| 13-10-2023                                                            | Albufeira                                                             | Angola                                                                | 1 – 1                                                                 | Mozambico                                                             | Amichevole                                                            | -1                                                                    | 45’                                                                   |
| Totale                                                                |                                                                       | Presenze                                                              | 3                                                                     |                                                                       | Reti                                                                  | -2                                                                    |                                                                       |

## Palmarès

### Club

#### Competizioni nazionali
- Campionato portoghese: 1

Porto: 2011-2012